# جيسيه يورونين
جيسيه بيكا يورونين (بالفنلندية: Jesse Pekka Joronen) هو لاعب كرة قدم فنلندي في مركز حراسة المرمى ولد في يوم 21 مارس 1993 في راوتيارفي في فنلندا، يلعب حالياً مع نادي فولهام في دوري البطولة الانجليزية وسبق له اللعب مع نادي ستيفيناغ بوروه ونادي أكرينغتون ستانلي ونادي لاهتي وكامبريدج يونايتد ومايدنهيد يونايتد، في سنة 2013 بدأ باللعب مع منتخب فنلندا لكرة القدم ويبلغ طوله 197 سم.

## روابط خارجية
- جيسيه يورونين على موقع الاتحاد الدولي (مؤرشف)  (الإنجليزية)
- جيسيه يورونين على موقع الاتحاد الأوربي (الإنجليزية)
- جيسيه يورونين على موقع قاعدة بيانات كرة القدم.إي يو (الإنجليزية)
- جيسيه يورونين على موقع ناشيونال فوتبول تيمز (الإنجليزية)
- جيسيه يورونين على موقع Soccerbase.com (لاعب) (الإنجليزية)
- جيسيه يورونين على موقع Soccerway.com (الإنجليزية)
- جيسيه يورونين على موقع عالم كرة القدم.نت (الإنجليزية)